# ٿ
ٿ‬ – litera rozszerzonego alfabetu arabskiego, wykorzystywana w językach: sindhi i radżastani. Używana jest do oznaczenia dźwięku [tʰ], tj. spółgłoski zwartej dziąsłowej bezdźwięcznej z przydechem. 
Oprócz tego wykorzystywana jest w piśmie Xiao’erjing, służącym do zapisu języków chińskich pismem arabskim. Oznacza w nim dźwięk [tɕʰ], tj. spółgłoski zwarto-szczelinowej dziąsłowo-podniebiennej bezdźwięcznej z przydechem. 

## Postacie litery
| Postać: | izolowana | końcowa | środkowa | początkowa |
| ------- | --------- | ------- | -------- | ---------- |
| Wygląd: | ٿ‬         | ـٿ‬      | ـٿـ‬      | ٿـ‬         |

## Kodowanie
| Znak                   | ٿ                   | ٿ                   |
| ---------------------- | ------------------- | ------------------- |
| Nazwa w Unikodzie      | Arabic Letter Teheh | Arabic Letter Teheh |
| Kodowanie              | dziesiątkowo        | szesnastkowo        |
| Unicode                | 1663                | U+067F              |
| UTF-8                  | 217 191             | d9 bf               |
| Odwołania znakowe SGML | &#1663;             | &#x067F;            |